# روبرت تي باريت
روبرت تي باريت (بالإنجليزية: Robert T. Barrett)‏ هو رسام توضيحي ومدرس أمريكي، ولد في 13 مايو 1949.

## وصلات خارجية
- الموقع الرسمي